# 光原逸裕
光原 逸裕（みつはら あつひろ、1980年10月11日 - ）は、兵庫県神戸市兵庫区出身の元プロ野球選手（投手）。右投右打。京都産業大学の出身で、現役引退後の2022年から2023年まで同校の硬式野球部で監督を務めた。

## 経歴

### プロ入り前
報徳学園高校では鞘師智也と同期で、1年下に南竜介、森山周がいた。2年春の第69回選抜高等学校野球大会からチームは4期連続で甲子園に進み、3年春の第70回選抜高等学校野球大会では控え投手としてベンチ入りした。
関西六大学野球連盟所属の京都産業大学に進学後は4年春のリーグ戦で最優秀投手賞とベストナインを受賞し、秋には防御率0.69を記録してチームを21季ぶりの優勝に導き、最優秀投手賞、ベストナイン、MVPを受賞した。リーグ戦通算46試合登板、22勝10敗、防御率1.75、244奪三振。
大学卒業後は社会人野球のJR東海へ進み、2003年の都市対抗野球では東邦ガスの補強選手で1回戦に登板するも敗戦、翌年は1回戦・NTT西日本戦で完投勝利。2004年のドラフトでオリックス・バファローズから2巡目指名を受け入団。

### オリックス時代

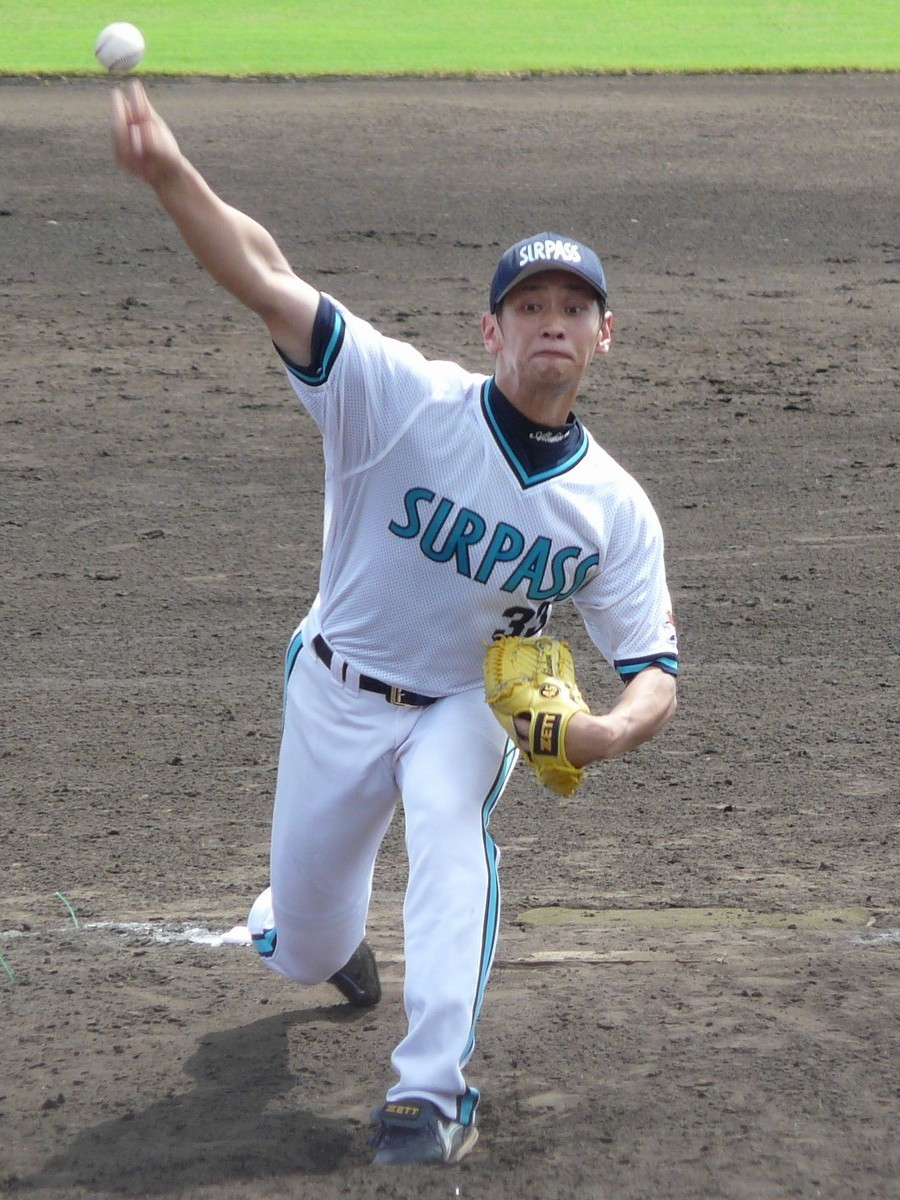
オリックス時代（2008年7月2日 舞洲ベースボールスタジアム）

2005年シーズンは新人ながら7勝を挙げ、7月13日の楽天戦で、プロ初完投・初完封を記録。チームのプレーオフ進出争いに貢献したが、シーズン後半は右肩痛に見舞われて戦線離脱した。
2006年は前年故障した肩の治療により出遅れ、8月から練習に復帰したものの一軍登板はなかった。2007年は5月3日の西武戦で2年ぶりに一軍登板したが、2回までに5点の援護を貰ったにもかかわらず、4回途中7失点で敗戦投手となった。5月10日のロッテ戦でも打ち込まれ、その後のシーズンは二軍で過ごした。9月16日のウエスタン広島戦で3回5失点で降板した際にベンチ裏のガラスを利き腕である右手で殴り、指5本のじん帯断裂の大ケガを負い、救急車で運ばれた。
2008年は3月26日の楽天戦で先発するも、2回途中6失点で敗戦投手となった。4月1日の西武戦で再び先発したものの、今度は一死も奪えず5失点で降板し、その後はまたも二軍暮らしとなった。
2009年は先発ローテーションの平野佳寿・岸田護らが故障して抜けた影響で、5月17日の日本ハム戦にシーズン初登板初先発。すると、5回無失点の好投を披露し、2005年7月13日以来、実に1404日ぶりに勝利投手となり、チームの連敗を9で止めた。しかし、その後は出番に恵まれず、7月9日のソフトバンク戦では1/3回5失点とまたも初回に降板し、残りのシーズンは二軍暮らしとなった。
2010年は6月9日の巨人戦に登板したが、わずか1イニングの間に阿部慎之助と亀井義行に本塁打を打たれた。この年の登板はこの1試合のみにとどまった。

### ロッテ時代
2011年1月22日、齋藤俊雄とのトレードで千葉ロッテマリーンズに移籍、3試合に先発するがいずれも試合を作ることが出来ず敗戦投手となっている。3敗目となった5月のオリックス戦を最後に一軍での登板機会はなかった。
2012年10月7日に戦力外通告を受け、現役を引退した。

### 引退後
名古屋市名東区や長久手市でベースボールスクール LightFieldを開き代表を務めていた。
2017年6月、Vリーグ女子デンソーエアリービーズのトレーナーに就任。2018年3月退団。
2018年1月より、母校の京都産業大学のコーチに就任。光原の大学での選手時代の監督でもあった勝村法彦の監督退任を受けて、2021年11月より新たに監督に就任した。2023年8月31日付で一身上の都合により京都産業大学監督を退任。

## プレースタイル
フォーク、2種類のスライダーを放る。入団時の球速は平均130km/h台後半出るかどうかだった。
打たせて取る粘りのピッチングが持ち味だった。

## 詳細情報

### 年度別投手成績
| 年 度     | 球 団      | 登 板 | 先 発 | 完 投 | 完 封 | 無 四 球 | 勝 利 | 敗 戦 | セ 丨 ブ | ホ 丨 ル ド | 勝 率 | 打 者 | 投 球 回 | 被 安 打 | 被 本 塁 打 | 与 四 球 | 敬 遠 | 与 死 球 | 奪 三 振 | 暴 投 | ボ 丨 ク | 失 点 | 自 責 点 | 防 御 率 | W H I P |
| --------- | ---------- | ----- | ----- | ----- | ----- | -------- | ----- | ----- | -------- | ----------- | ----- | ----- | -------- | -------- | ----------- | -------- | ----- | -------- | -------- | ----- | -------- | ----- | -------- | -------- | ------- |
| 2005      | オリックス | 17    | 16    | 1     | 1     | 0        | 7     | 4     | 0        | 0           | .636  | 412   | 89.2     | 112      | 11          | 33       | 0     | 5        | 49       | 0     | 0        | 59    | 51       | 5.12     | 1.62    |
| 2007      | オリックス | 2     | 2     | 0     | 0     | 0        | 0     | 2     | 0        | 0           | .000  | 42    | 7.0      | 14       | 1           | 7        | 0     | 1        | 3        | 1     | 0        | 13    | 10       | 12.86    | 3.00    |
| 2008      | オリックス | 2     | 2     | 0     | 0     | 0        | 0     | 1     | 0        | 0           | .000  | 19    | 1.2      | 8        | 1           | 5        | 0     | 1        | 0        | 1     | 0        | 11    | 11       | 59.40    | 7.80    |
| 2009      | オリックス | 3     | 3     | 0     | 0     | 0        | 1     | 2     | 0        | 0           | .333  | 37    | 8.1      | 7        | 1           | 4        | 0     | 1        | 3        | 1     | 0        | 7     | 7        | 7.56     | 1.32    |
| 2010      | オリックス | 1     | 0     | 0     | 0     | 0        | 0     | 0     | 0        | 0           | ----  | 5     | 1.0      | 2        | 2           | 0        | 0     | 0        | 0        | 0     | 0        | 2     | 2        | 18.00    | 2.00    |
| 2011      | ロッテ     | 3     | 3     | 0     | 0     | 0        | 0     | 3     | 0        | 0           | .000  | 65    | 12.2     | 23       | 2           | 6        | 0     | 1        | 3        | 2     | 0        | 13    | 11       | 7.82     | 2.30    |
| 通算：6年 | 通算：6年  | 28    | 26    | 1     | 1     | 0        | 8     | 12    | 0        | 0           | .400  | 580   | 120.1    | 166      | 18          | 55       | 0     | 9        | 58       | 5     | 0        | 105   | 92       | 6.88     | 1.84    |

### 記録
- 初登板：2005年3月27日、対西武ライオンズ2回戦（インボイスSEIBUドーム）、8回裏一死に7番手で救援登板・完了、2/3回無失点
- 初奪三振：同上、8回裏に和田一浩から空振り三振
- 初先発・初勝利：2005年4月1日、対北海道日本ハムファイターズ1回戦（札幌ドーム）、5回1/3を5失点
- 初完投勝利・初完封勝利：2005年7月13日、対東北楽天ゴールデンイーグルス11回戦（フルキャストスタジアム宮城）

### 背番号
- 45（2005年 - 2010年）
- 43（2011年 - 2012年）